# Aenesidemus
Aenesidemus (Oudgrieks: Αἰνησίδημος, Ainēsidēmos) was een Griekse filosoof, geboren in Knossos op het eiland Kreta, die lesgaf in Alexandrië, vermoedelijk in de 1e eeuw v.Chr.
Aenesidemus was de leider van wat men doorgaans de 'derde sceptische school' noemt en zorgde met zijn leer voor een heropleving van de doctrines van Pyrrho en Timon. Zijn bekendste werk draagt de titel Pyrrhonische Principes en was gericht aan Lucius Tubero. Zijn filosofie bestaat uit vier belangrijke delen: De redenen voor scepticisme en twijfel, een aanval op causaliteit en waarheid, een fysische theorie en een theorie van de moraal. Vooral de eerste twee delen zijn van belang.

## De tien tropen
De redenen voor twijfel zijn gegeven in de vorm van tien 'tropen':
1. verschillende dieren manifesteren verschillende manieren van waarneming;
2. gelijkaardige verschillen worden gezien bij individuele mensen;
3. zelfs bij dezelfde mens zijn gegevens uit waarneming zelf-contradictorisch,
4. zijn ze variabel in de tijd met fysieke veranderingen, en
5. in overeenstemming met plaatselijke relaties;
6. en objecten zijn enkel indirect gekend door het medium van de lucht, de vochtigheid, etc.,
7. en zijn in een voortdurende conditie van verandering in kleur, temperatuur, omvang en beweging;
8. alle waarnemingen zijn relatief en interageren op elkaar;
9. onze waarnemingen worden minder sterk bij herhaling en gewoonte; en
10. alle mensen zijn op een verschillende manier opgevoed, onder verschillende wetten en sociale condities.
Waarheid varieert oneindig onder omstandigheden waarvan het relatieve gewicht niet nauwkeurig kan worden bepaald. Om die reden is er geen absolute kennis mogelijk, aangezien elke mens verschillende waarnemingen heeft en, daarnaast, deze gegevens ordent volgens methoden die aan hem eigen zijn; zodat de totale som een puur subjectieve geldigheid heeft.

## Causaliteit
Het tweede deel van Aenesidemus' werk bestaat uit een aanval op de theorie van causaliteit, waar hij nagenoeg dezelfde overwegingen aanhaalt die de basis vormen voor het moderne scepticisme. Oorzaken hebben geen bestaan, los van de waarnemende geest; de geldigheid ervan is ideaal, of - zoals Kant zou hebben gesteld - subjectief. De relatie tussen oorzaak en gevolg is ondenkbaar. Als de twee zaken van elkaar verschillen zijn ze ofwel gelijktijdig, ofwel is er sprake van opeenvolging. Indien ze gelijktijdig voorkomen, is de oorzaak gelijk aan het gevolg en het gevolg gelijk aan de oorzaak. Als dit niet het geval is, moet de oorzaak voorafgaan aan het gevolg, aangezien gevolgen niet aan oorzaken vooraf kunnen gaan. Er moet in dat geval sprake zijn van een ogenblik waarbij de oorzaak niet effectief is, met andere woorden, waarop het niet zichzelf is. Zo komt hij bij dit en gelijkaardige argumenten tot het fundamentele principe van het scepticisme, namelijk de radicale en universele tegenstelling van oorzaken.

## Fysische en morele theorie
Bij deze conclusie aangekomen, was het voor Aenesidemus mogelijk om de fysische theorie van Herakleitos over te nemen, zoals verklaard wordt in de Hypotyposes van Sextus Empiricus. Door te erkennen dat tegenstellingen samen voorkomen voor het waarnemende subject, was het mogelijk om co-existentie van tegengestelde eigenschappen toe te kennen aan hetzelfde object. Na op deze manier de ideeën van waarheid en causaliteit af te wijzen, gaat hij verder met het ondermijnen van ethische criteria en ontkent daarbij dat eender welk menselijk wezen zich kan richten tot het Goede, genot of geluk als een absoluut, concreet ideaal. Alle handelingen zijn het product van genot of pijn, goed of kwaad. Het eindpunt van de ethische onderneming is de conclusie dat elk streven tevergeefs en onlogisch is. De centrale tendens van dit destructieve scepticisme is fundamenteel hetzelfde gebleven sinds deze eerste kristallisatie bij Aenesidemus tot bij het meest geavanceerde scepticisme van vandaag.